# Militärische Lastenklasse

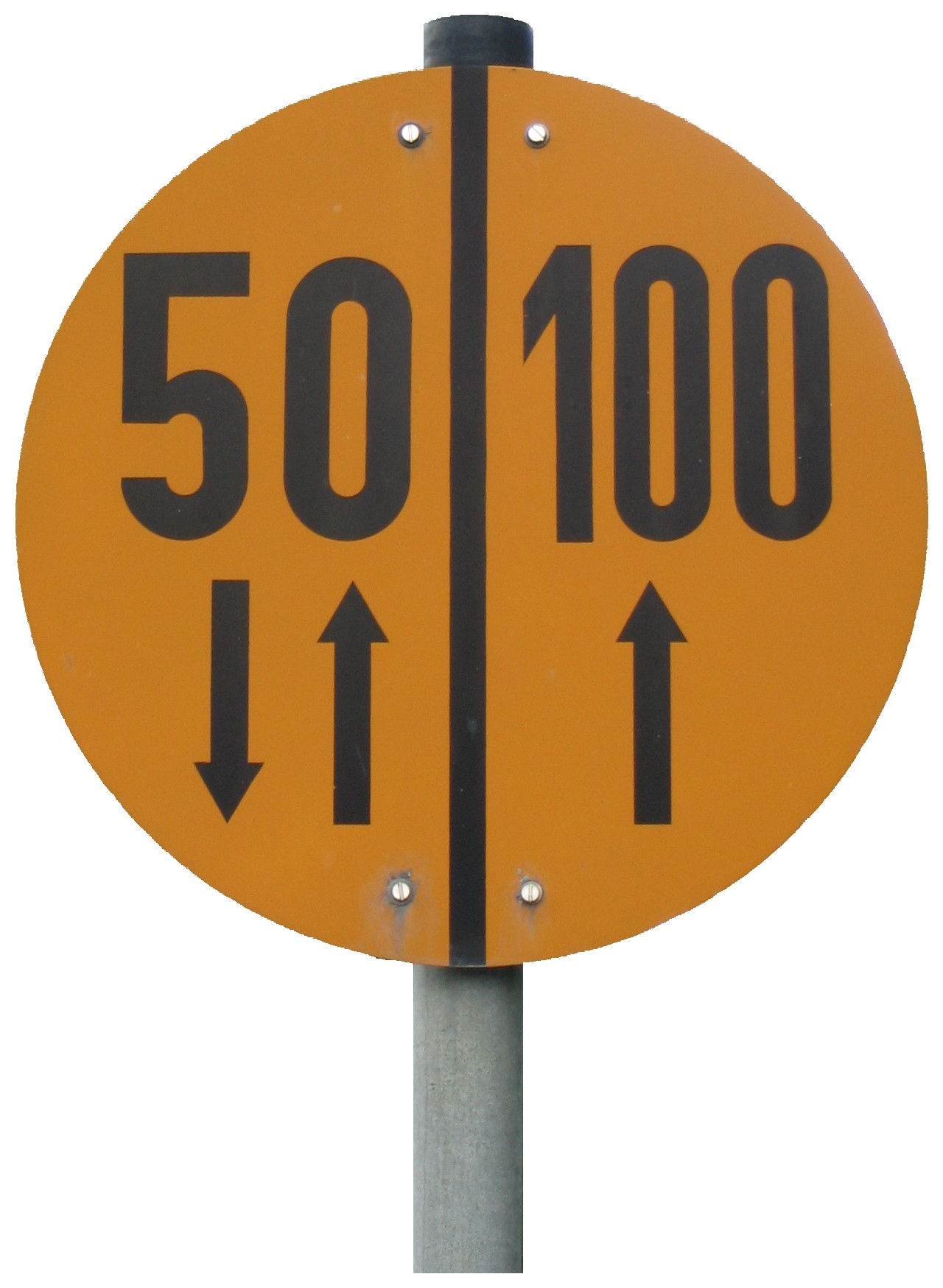
MLC-Schild ohne Unterscheidung von Rad- und Kettenfahrzeugen

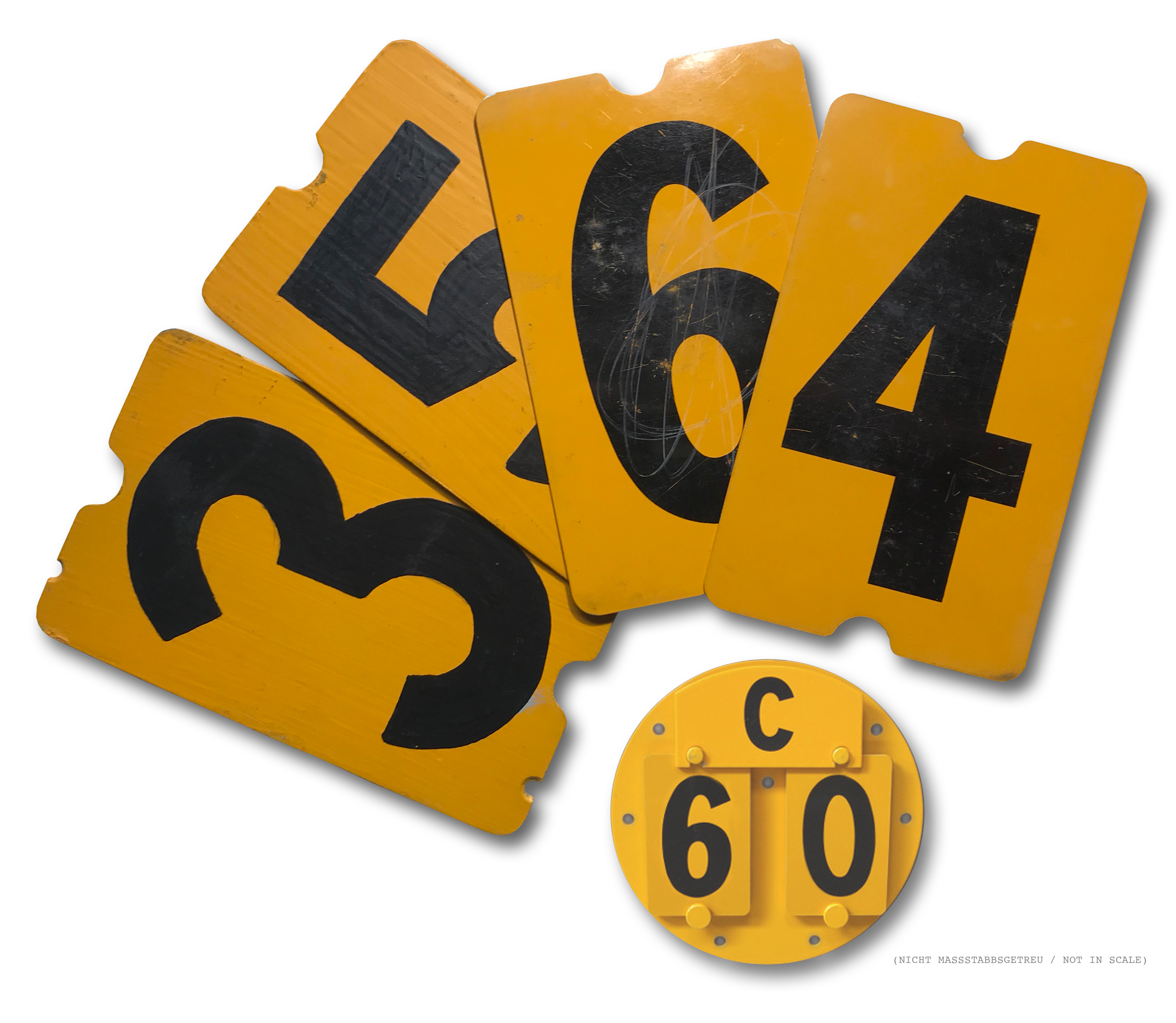
Schildersatz und Befestigungstafel für Fahrzeuge mit variabler MLC (Bundeswehr 1983/84)

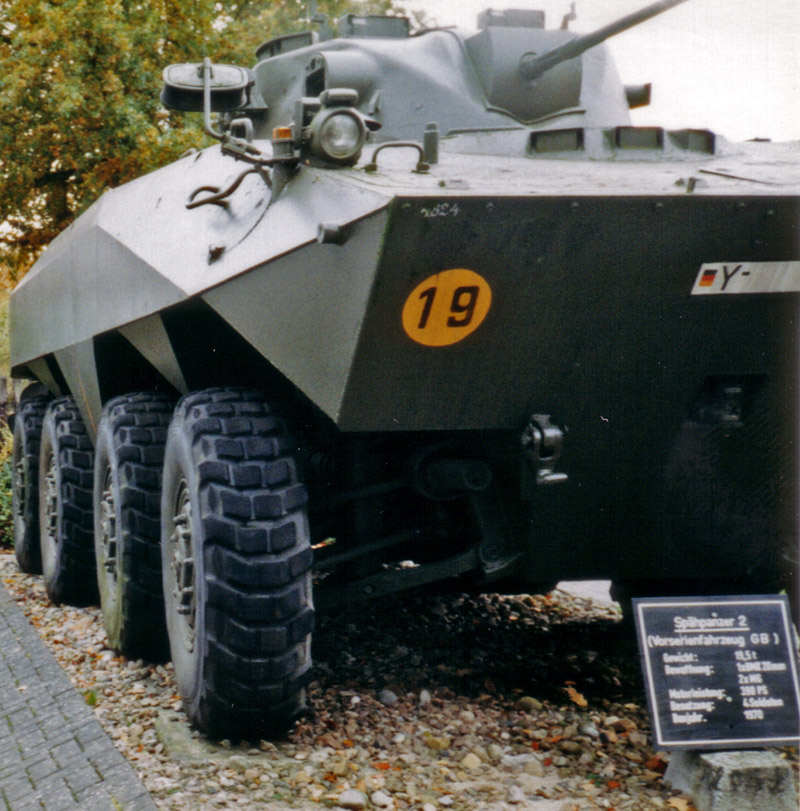
Spähpanzer Luchs mit MLC 19

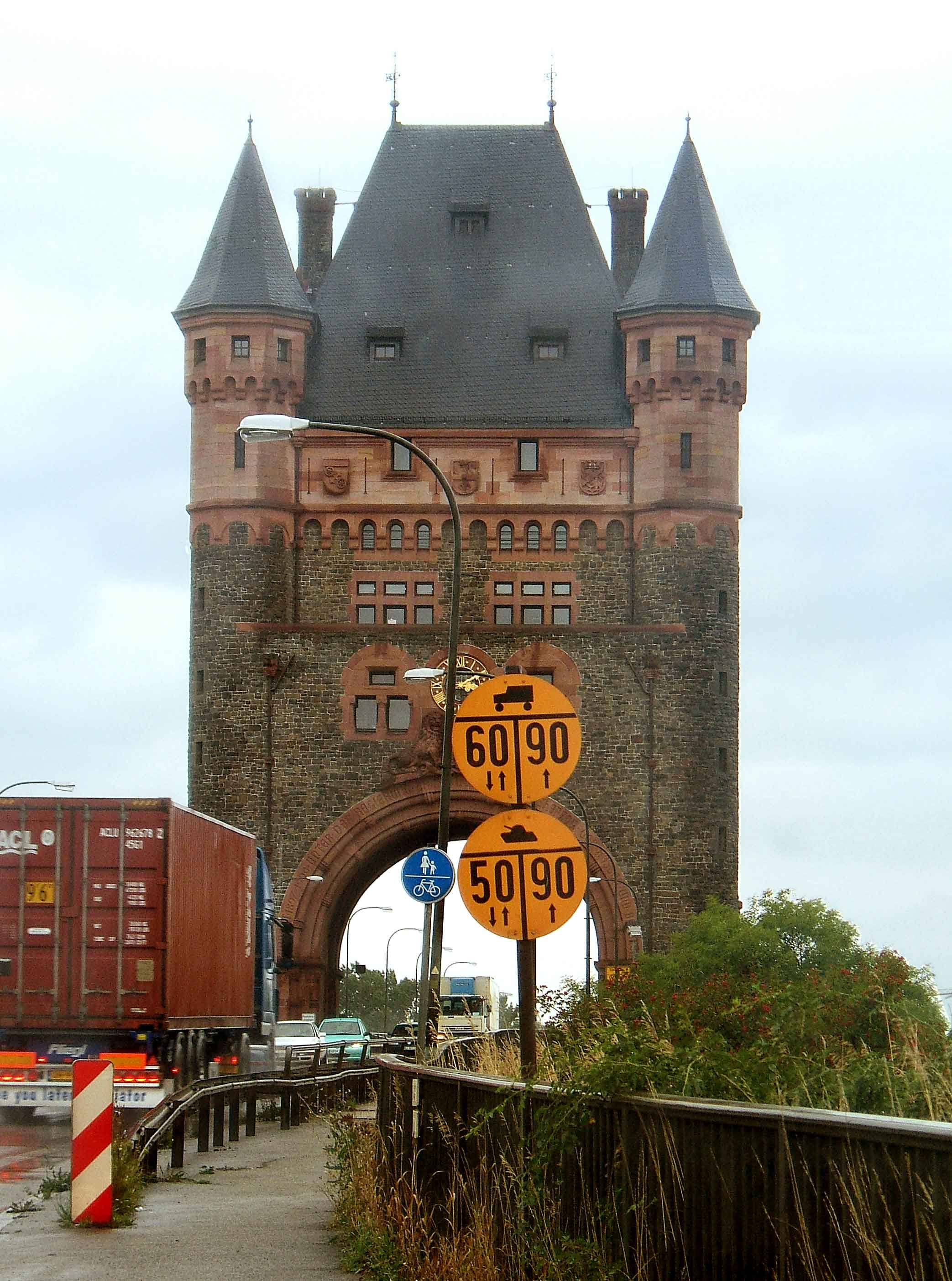
Radfahrzeuge MLC 60 und Kettenfahrzeuge MLC 50 dürfen die Nibelungenbrücke bei Worms in beide Richtungen gleichzeitig überqueren, bis MLC 90 dagegen nur im Einrichtungsverkehr. Ein Befahren durch Fahrzeuge oberhalb MLC 90 ist nicht erlaubt.

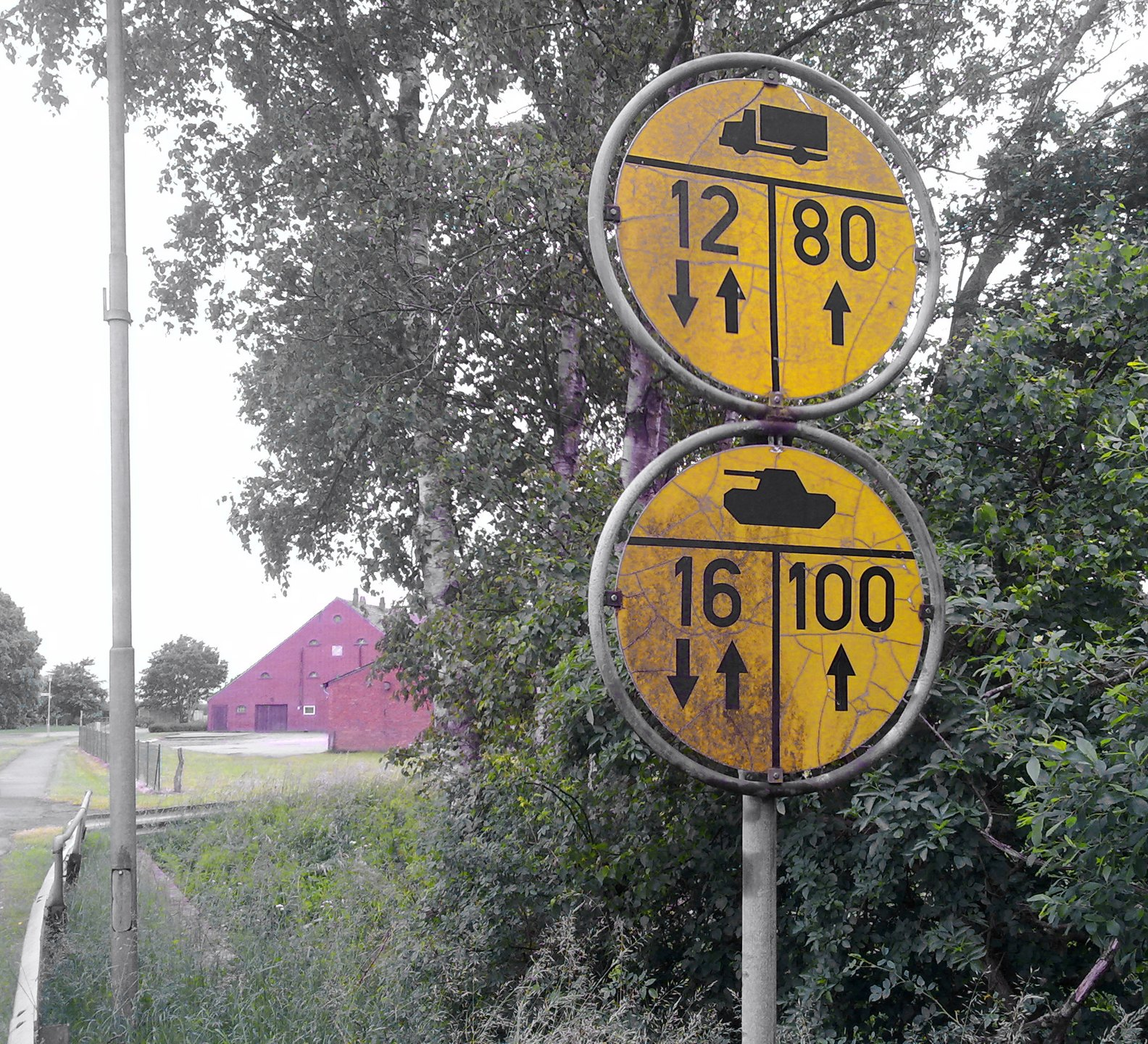
Unterschiedliche Gewichte für Einrichtungs- und Begegnungsverkehr

Die Militärische Lastenklasse (englisch Military Load Classification, abgekürzt MLC) oder MLC-Klasse ist eine Gewichtsklassifizierung für militärische Kraftfahrzeuge der NATO, die in Deutschland durch das Bundesamt für Ausrüstung, Informationstechnik und Nutzung der Bundeswehr festgelegt wird. Sie entspricht ungefähr dem tatsächlichen Gewicht in Amerikanischen Tonnen (short tons), zusätzlich gehen der Achsabstand, Breite und Höhe des Fahrzeugs sowie das Auflageverhältnis (z. B. bei den Ketten eines Panzers) in die Bestimmung der MLC ein. An Brücken und Straßen mit begrenzter Tragkraft wird durch Schilder angegeben, welche Lastenklasse diese gefahrlos befahren kann.

## Kennzeichnung der Fahrzeuge
Fahrzeuge ab drei Tonnen werden bei der Bundeswehr mit einer MLC gekennzeichnet. Dies erfolgte bis Anfang der 1980er Jahre durch schwarze Ziffern auf einem gelben Kreis, inzwischen durch weiße Schrift auf einem schwarzen Kreis. Die Kennzeichnung ist jeweils vorn am Fahrzeug anzubringen. Bei Fahrzeugen mit weitgehend gleich bleibendem Gewicht ist die MLC aufgemalt, bei Lastwagen, insbesondere bei Transportfahrzeugen, werden Wechselziffern verwendet oder die tatsächliche Lastenklasse wird mit Kreide aufgezeichnet. Bei Fahrzeugkombinationen wie z. B. Sattelzügen oder LKW mit Anhänger wird jeweils an der rechten Fahrzeugseite die Einzelklasse und an der Fahrzeugfront die Summe der Einzeleinstufungen angegeben, zusätzlich wird dies durch ein „C“ (Combination) gekennzeichnet.

## Kennzeichnung von Brücken
Aufgrund von Vorgaben der NATO wurden während des Kalten Krieges die Brücken in der Bundesrepublik Deutschland durch ein kreisrundes, gelbes Schild gekennzeichnet (gelegentlich als NATO-Brückenschild bezeichnet). Auf dem Schild ist angegeben, welche maximale MLC die Brücke befahren darf bzw. für welche militärische Verkehrslast die Brücke bemessen wurde. Dabei wird unterschieden zwischen Rad- und Kettenfahrzeugen sowie ob Verkehr in beide oder nur in eine Richtung stattfindet. Beim Ein-Richtungs-Verkehr muss zwischen den Fahrzeugen ein Mindestabstand von 100 Fuß (rund 30 m) gehalten werden.
| Klasse | Gleiskettenfahrzeuge | Radfahrzeuge |
| 40     | 036,3 t              | 042,6 t      |
| 50     | 045,4 t              | 052,6 t      |
| 80     | 072,6 t              | 083,5 t      |
| 100    | 090,7 t              | 104,3 t      |
| 120    | 108,9 t              | 125,2 t      |

Kennzeichnung von Brücken mit militärischen Verkehrszeichen:

Normalschild für Fahrbahnbreiten b < 5,50 m (einstreifiger Verkehr)
Sonderschild für Fahrbahnbreiten b < 5,50 m (einstreifiger Verkehr), Räder- und Kettenfahrzeuge
Normalschild für Fahrbahnbreiten b ≥ 5,50 m (zweistreifiger Verkehr)
Sonderschild für Fahrbahnbreiten b ≥ 5,50 m (zweistreifiger Verkehr), Räderfahrzeuge
Sonderschild für Fahrbahnbreiten b ≥ 5,50 m (zweistreifiger Verkehr), Kettenfahrzeuge
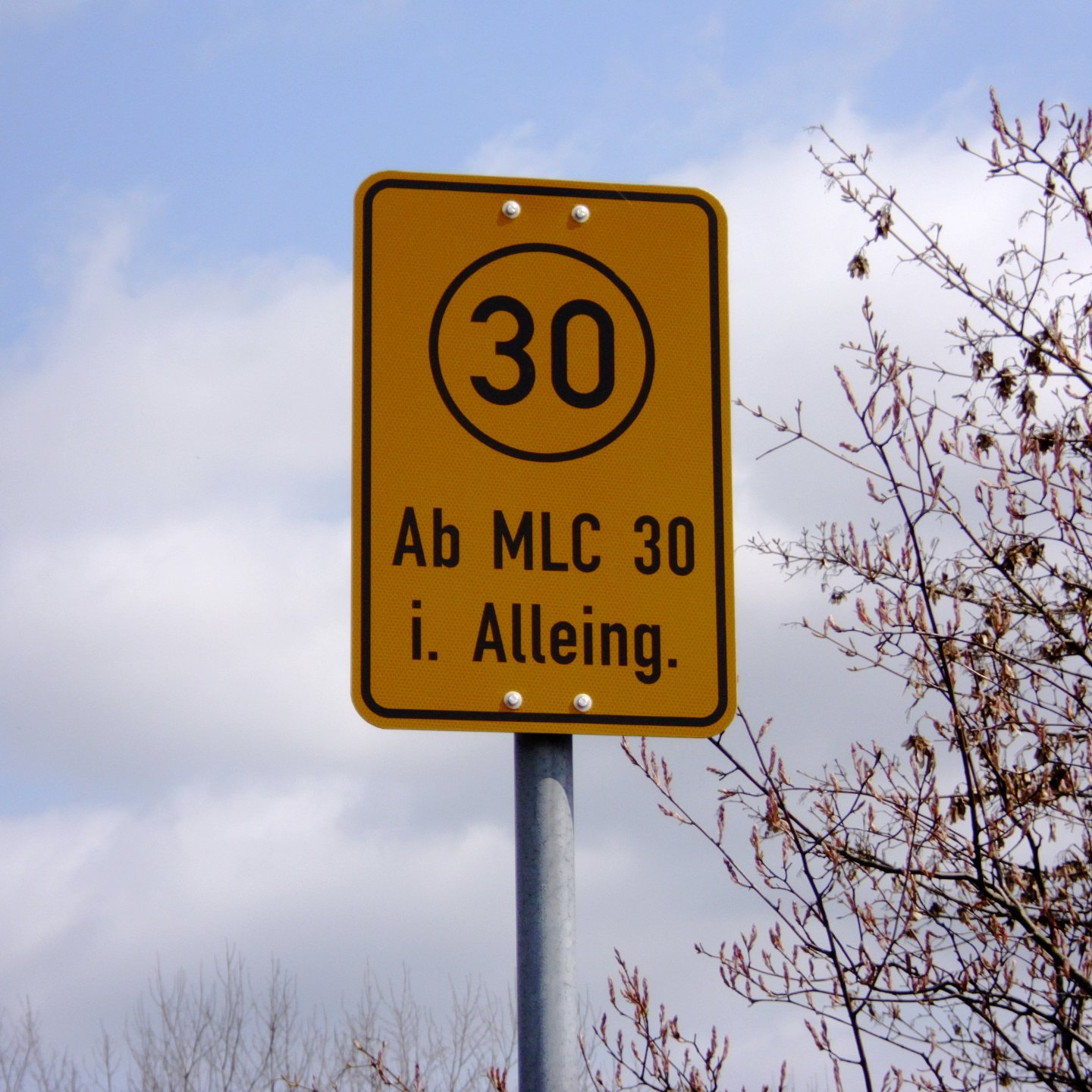
Neues MLC-Schild, rechteckig mit Text „Ab MLC im Alleingang“ (2010)

## Aktuelle Situation
Seit 2009 schreibt das Bundesministerium der Verteidigung die Aufstellung der Schilder nicht mehr vor; bestehende Schilder müssen aber nicht abgebaut werden.